# Hartmut Jahn
Hartmut Jahn (* 1955 in Hannover) ist ein deutscher Autor, Filmregisseur und Filmproduzent.

## Leben
Der Sohn von Helmut Jahn und Margarethe von Ungern-Sternberg begann Anfang der 1970er Jahre mit der Super-8-Kamera, Ende der 1970er Jahre entstanden die ersten Videobänder mit dem Portapak.
Jahn studierte von 1976 bis 1980 Bildende Kunst und Erziehungswissenschaften an der Hochschule der Künste Berlin und der Freien Universität Berlin (Staatsexamen und Diplom).
Nach Fernsehspiel und Spielfilm für das ZDF Redaktion Hans Kutnewsky, Das kleine Fernsehspiel beschäftigte er sich als Filmautor und Regisseur zunehmend mit der Narrativität neuer elektronischer Formen im künstlerischen Bereich und in TV-Formaten. Als Produzent arbeitete er mit den Regisseuren Dietmar Klein, Zoran Solomun und Lih Janowitz zusammen und mit den Kameraleuten Michael Hammon, Sławomir Idziak und Armin Fausten.
1982 gründete er mit Gerd Conradt, Monika Funke Stern und Hanno Baethe das CONFU BAJA VIDEO-Studio, 1983 die PANTA Filmproduktion gemeinsam mit Peter Wensierski. 1986–1987 leitete er die Grundkurse/Video an der Deutschen Film- und Fernsehakademie Berlin (DFFB), 1988–1991 war er wissenschaftlicher Mitarbeiter am Institut für Audiovisuelle Medien (A.M.I.) der Universität Hildesheim bei Jan Berg. 1989–1997 hielt er Video-Workshops an den Goethe-Instituten in Lima, Hongkong, New Delhi, Mumbai und Marseille. 1998 erhält er den Ruf auf die Professur für Filmgestaltung an die Hochschule Mainz. Schwerpunkt der Lehre ist die narrative Film- und Mediengestaltung.
Ab Mitte der 1990er Jahre erstellt Jahn als Filmautor für ARTE-Themenabende Essay- und Dokumentarfilme. Er war von 2001 bis 2005 Produzent und gestalterischer Leiter des ARTE-Kurzfilm-Magazins „KURZSCHLUSS“. Seit der Arbeit an dem Film STARBUCK-Holger Meins im Jahr 2001 liegt sein Arbeitsschwerpunkt in der Entwicklung von Kino-Dokumentarfilmen.
Seine Arbeiten sind in den Sammlungen des n.b.k. Berlin, des ZKM Karlsruhe und der Kylian Stiftung Prag vertreten.
Seit 2009 Ausstellungen großformatiger Landschaftsfotografie.
Seit 2011 ist Hartmut Jahn Sprecher der Leitung des Instituts für Mediengestaltung. Neben der Tätigkeit in Hochschulgremien übernimmt er gutachterliche Tätigkeiten z. B. für die Akkreditierungsagentur AQAS in Bonn und den Wissenschaftsrat. Hartmut Jahn ist Mitglied in der Deutschen Filmakademie.
Zu der Arbeitsweise von Hartmut Jahn schreibt Peter Wensierski: „Der Tanz auf der Berliner Mauer, die Sezierung von Tierstimmen, Geschichten des Körpers… in Film, Video und Installation spiegeln die Arbeiten von Hartmut Jahn einen Zeitraum von mehr als zwanzig Jahren. Die Bilder, die er findet, sind einerseits realistisch, andererseits geprägt von einer experimentellen Note in der Montage. Das erlaubt ihm, gleichzeitig mit der Form zu spielen und zu erzählen. Es ist sein subjektiver Blick, der sich ohne Angst in die Tiefe und Widersprüche seines Sujets fallen lässt und sich an neuen Sichtweisen erprobt, die selten selbstreferentiell sind. Dieser Blick hält die Verhältnisse in Bewegung: teils verstörend, utopisch, häufig auf mehreren Ebenen gleichzeitig erzählend. Zumeist mit einer feinen Prise Humor, die das Publikum genießen kann. Die Arbeiten sind ein Angebot mit einer offenen Struktur. Diese Struktur fordert eine Kommunikation heraus, die den Protagonisten ihr Bild wieder zurückzugeben und nicht anzueignen versucht. Das Fluxus-Projekt steht ganz besonders für diese Arbeitsweise. Aus dem Film entwickelt sich eine audiovisuelle Sammlung: eine von den Protagonisten selbst vermittelte (Kunst-)Geschichte, hinter der der konventionelle Autor zurücktritt - dokumentarisch und fiktional, als Kurzfilm, als Kinofilm, als Installation. Die digitale Verfügbarkeit des bewegten Bildes ist Voraussetzung für diese Arbeitsweise, die den Bilderberg benutzen und jederzeit rekombinieren kann, der in das Material eintaucht, der schnell sein kann, der aber auch über den Zeitraum eines Jahrzehnts seine Protagonisten nicht aus den Augen verliert, der populär für das Fernsehen arbeitet und das gleiche Material erneut befragt, konfrontiert und – aus eigenem Misstrauen gegenüber dem Abbild – in einem neuen Kontext zur Disposition stellt.“ Babylon Circus, Nürnberg 2005.

## Kinofilme
- 2012: Wenn man es verstehst, ist es zu spät. - 50 Jahre Fluxus,(engl. „If You Understand It, It Is Too Late. - 50 Years of Fluxus“), Regie, Drehbuch, Produzent (in Produktion)
- 2002: Starbuck - Holger Meins, Drehbuch, Produzent (Regie, Co-Autor: Gerd Conradt, Kamera: Armin Fausten, Hans Rombach, Phillip Virus)
- 1994: Das schafft die nie!, Produzent (Regie, Drehbuch: Lih Janowitz, Kamera: Eveline Stähelin)
- 1993: Weltmeister, Produzent (Regie, Drehbuch: Zoran Solomun, Kamera: Sławomir Idziak)
- 1992: Der Erdnussmann, Produzent (Regie, Drehbuch: Dietmar Klein, Kamera: Michael Hammon)
- 1982: über Holger Meins - ein Versuch (engl. About Holger Meins), Regie, Drehbuch (Co-Regie, Co-Autor: Gerd Conradt)

## Filme bis 70 Min. Länge (Auswahl)
- 2004: Schalten Sie Ihren Fernseher ab.- 40 Jahre Fluxus, (Dok), Regie, Drehbuch, Produzent
- 2003: Die tiefsten Löcher der Erde, (engl. The Deepest Holes on Earth), (Dok), Regie, Drehbuch, Produzent - 3 Folgen: Kupfer aus Chuquicamata, Gold aus Nevada, Diamanten vom Meeresgrund/Namibia
- 2001: Jingle Jungle, (Exp), Regie, Drehbuch, Produzent
- 1999: Glück auf! - 5 Folgen (Fernsehfilm), Regie, Drehbuch, Produzent
- 1998: Byebye – Hello!, (Dok), Produzent (Regie: Yingli Ma)
- 1993: Touareg - Die Ritter der Wüste, (Doku) Kamera
- 1993: Elisabeth Schwarz - Beruf: Schauspielerin, (Dok), Regie
- 1993: Das ewige Klischee: Die jüdische Nase, (Fernsehfilm), Produzent (Autor: Henryk M.Broder)
- 1988: Die Entführung Europas, (Kurzfilm), Regie, Drehbuch, Produzent
- 1987: Berliner Blau, (Kurzfilm), Regie, Drehbuch, Produzent (gemeinsam mit Peter Wensierski)
- 1986: Deutsch-Deutsche Fragmente, (engl. A Double German Fantasy), (Exp) Regie, Drehbuch, Produktion
- 1983: Schwerter zu Pflugscharen, (engl. Swords into Ploughshares), (Dok), Regie, Drehbuch, Produzent (gemeinsam mit Peter Wensierski)
- 1981: Asyl in Berlin, (Dok), Regie, Drehbuch, Produzent
- 1976: Der rote Punkt, (Exp), Regie, Drehbuch, Produzent

## Ausstellungen

### Video und Film
- 2020: Ausstellung: „Medianauten“, Installation, Verein Berliner Künstler, verschoben nach 2021
- 2019: Ausstellung: „Transitar entre los símbolos del muro“, Installation, Film, Parque Cultural Valparaiso, Chile
- 2019: Ausstellung: „Der Klang von Lissabon“, Kurator, Multimedia, LUX Pavillon, Mainz
- 2019: Ausstellung: „Mainz Video Poetry Week“, Kurator, Multimedia, LUX Pavillon, Mainz
- 2019: Ausstellung: „Kontext STARBUCK - Wofür es sich zu leben lohnt.“, Video, Kunsthalle am Hamburger Platz, Berlin
- 2018: Ausstellung: „EUROPA Zentral - Lemberg/L’viv“, Fotografie, Zwitschermaschine Berlin
- 2018: Ausstellung: „Im Haus des Seidensieders...“, Fotografie, Tietz & Cie., Berlin
- 2018: Ausstellung: „Die Farben in Frida Kahlos Garten“, Fotografie, Tietz & Cie., Berlin
- 2017: Ausstellung: „Monserrat, Sintra“, Fotografie, HS Mainz
- 2017: Ausstellung: „LUST : LANDSCHAFT“, Fotografie, HS Mainz
- 2016: Ausstellung: „Über den Garten hinaus - Hermann von Pückler-Muskau“, Fotografie, HS Mainz
- 2016: Ausstellung: „An der Grenze des Gartens - Franz v. Anhalt-Dessau“, Fotografie, HS Mainz
- 2015: Ausstellung: „BLICKACHSEN - P. J. Lenné im Rheinland“, Fotografie, HS Mainz
- 2015: Ausstellung: „NINFA - der schönste Ruinengarten“, Fotografie, HS Mainz
- 2013: Ausstellung: „Recording Against Regimes Exhibition“, darb1718 contemporary art & culture center, Kairo, 6 – 23 March, 2013
- 2009: Ausstellung: „Die neuen Besitzer der Berliner Mauer“, Fotografie, Auswärtiges Amt, Berlin
- 2008: MAMCS Strasbourg, 40jahrevideokunst.de - Videokunst in Deutschland von 1963 bis heute
- 2006: ZKM - Zentrum für Kunst- und Medientechnologie, Karlsruhe
- 2005: KunstFilmBiennale Köln
- 2004: German Video Art 2000–2002 RMIT Gallery, Melbourne
- 2004: German Video Art 2000–2002 Platform Garanti, Istanbul
- 2003: Neue Nationalgalerie Berlin: „Räume des XX. Jahrhunderts III“
- 2002: Deutsche Videokunst 2000–2002, „Jingle Jungle“, Marler Videokunstpreis
- 2002: Pandaemonium Festival of Moving Images, New Tate Gallery, London
- 2002: „bilder*codes# 1992–2002“, ZKM Karlsruhe
- 2002: Museum of Modern Art, New York: „New German Films“
- 2000: Intl. Medienkunstpreis ZKM, „VORTEX“, ZKM Karlsruhe/SWF
- 2000: Marler Video-Installations-Preis 1998-2000, „Hohes C - Movable Types“
- 1998: Deutsche Videokunst 1996–1998, „Konzert in Muh“, Marler Videokunstpreis
- 1997: Martin-Gropius-Bau, Berlin „Deutschlandbilder“
- 1995: Media-Scape Zagreb, Filmoteka 16: The Border between Video Art and Documentary: Retrospective - Hartmut Jahn
- 1994: Deutscher Medienkunstpreis 1994 für „Akt: Inge“, ZKM Karlsruhe/SWF

### Multimediale Projekte (ab 1996)
(Installation, Inszenierung, Performance)
- 2005: Fluxus – Schalten Sie Ihren Fernseher ab!, Installation für 12 Monitore und DVD-Player, Tisch, Live-Kamera, Nivea-Creme. European Media Art Festival Osnabrück (EMAF) Kunsthalle Dominikanerkirche, FORO ARTISTICO - Forum für internationale Medienkunst Hannover
- 2000: VIDEO CIRCLE 2000, Kurator und Teilnahme an der Gruppenausstellung in der Installation für 32 Monitore in Berlin und Hongkong. Konzept: Danny Yung, Hongkong mit Walter Gramming, Antal Lux, Veit-Lup, Maria Vedder, Bjørn Melhus, Hartmut Jahn
- 2000: HOHES C - Movable types, Konzept für eine Video-Installation / Bühne für die Oper CassandraComplex von Gerhard Stäbler
- 1999: [VOIX (TIME)], Konzertante Aufführung mit Video-Installation während des Rheinischen Musikfestes im Wilhelm Lehmbruck Museum Duisburg im Mai 1999
- 1998: [VOIX (TIME)], Multimediales Projekt in Zusammenarbeit mit den Komponisten Suyeon Hong, Vadim Karassikov, Ernst-August Klötzke, Jeffrey Kowalkowski, Michael Maierhof, Michael Oesterle, Kunsu Shim, Amnon Wolman und den Videokünstlern Heiko Daxl, Hartmut Jahn und Veit-Lup von Gerhard Stäbler. Konzertante Aufführung durch das Ensemble Modern mit Video-Installation während der Darmstädter Ferienkurse für neue Musik im Juli 1998
- 1998: VOLL TUCH MOTTE, Objekt für Licht, Tanz, Musik und Videoprojektion im Rahmen der Sommerakademie der Akademie der Künste Berlin in Luckenwalde am 11./12. September 1998
- 1997: „tat.bestaende“, Galerie Schwarzenberg Berlin
- 1997: MUH-VideoKlang, „Electronic Landscape-Landschaft Heute“ im Rahmen der Sommerakademie der Akademie der Künste Berlin im Internationalen Kunstzentrum Drewen, Brandenburg
- 1996: VORTEX, „Inselmusik“, Klanggalerie im Sender Freies Berlin (SFB)
- 1996: VORTEX, Sonambiente - internationale Klangkunst-Festival zur 300-Jahr-Feier der Akademie der Künste, ehem. Staatsratsgebäude der DDR, gemeinsam mit Antal Lux, Maria Vedder, Veit-Lup, Heiko Daxl, Ingeborg Fülepp, Angela Zumpe. Komponisten: Lutz Glandien, Bert Wrede, Erhard Grosskopf, Helmut Zapf, Georg Katzer, Günter Heinz

## Publikationen
- SHOPPEN IM MITTELALTER - in einem Mainzer Kaufhaus Hrsg. Hartmut Jahn, Elmar Rettinger mit Beiträgen von Manfred Liedtke, Uwe Israel, Stefan Grathoff, Susanne Kern, Wolfgang Spindler. Nünnerich-Asmus Verlag, Mainz 2013, ISBN 978-3-943904-12-3.
- BABYLON CIRCUS. Werk-Katalog, Hrsg. von Hartmut Jahn mit Beiträgen von Jan Berg, Dieter Daniels, Thomas Macho, Rudolf Frieling, Kersten Glandien, Peter Wensierski u. a., Verlag für Bildende Kunst Nürnberg 2005[1]
- 40JAHREVIDEOKUNST.DE – TEIL 1 Digitales Erbe: Videokunst in Deutschland von 1963 bis heute. Hrsg. Rudolf Frieling, Wulf Herzogenrath. Hatje Cantz Verlag, Ostfildern 2006, ISBN 3-7757-1717-X.
- 40JAHREVIDEOKUNST.DE - Studienedition zur Videokunst in Deutschland von 1963 bis heute. 12 DVDs, Hrsg. Rudolf Frieling und Wulf Herzogenrath. Hatje Cantz Verlag, Ostfildern 2006.
- Medien Kunst Interaktion. CD-Rom und Buch, Hrsg. Dieter Daniels und Rudolf Frieling. ZKM/Zentrum für Kunst und Medientechnologie, Karlsruhe 2000.

## Auszeichnungen
- 2002: Marler Videokunstpreis: Spezialpreis „Jingle Jungle“
- 2002: Film des Monats der GEP, „Starbuck - Holger Meins“
- 1996: Golden Gate Award: „Golden Spire“ für „Akt: Inge“, (engl.: „Nude: Inge“), San Francisco Intl. Filmfestival
- 1996: 1. Preis One-Minute-Festival, São Paulo Intl. Filmfestival 1996.
- 1994: Goldener Spatz: „Weltmeister“
- 1994: Bestes Video: „Akt: Inge - für Franz“, Intl. Kurzfilmtage Oberhausen/Filmothek 1994.
- 1994: Deutscher Videokunstpreis: „Akt: Inge - für Franz“, ZKM Karlsruhe / SWF Baden
- 1994: Max-Ophüls-Preis: beste Nachwuchsdarstellerin: Claudia Michelsen in „Das schafft die nie“
- 1993: Preis der Ökumenischen Jury, Saarbrücken: „Weltmeister“
- 1992: Max-Ophüls-Preis: „Der Erdnussmann“
- 1988: Red Ribbon Award / Video Art: „A Double German Fantasy“, American Film and Video Festival New York 1988.
- 1987: Deutscher Filmpreis - Nom. für „Berliner Blau“
- 1987: Best European Shortfilm, Cork Int. Film Festival 1987, Irland
- 1986: 1er Prix, Programmes Videos pour la TV: „Giro Berlin 1“, Manifestation Int. de Video Montbeliard 1986, Frankreich
- 1986: Work of Excellence: „Deutsch-Deutsche Fragmente“, 9. Tokyo Int. Video Festival